# Akbułak
Akbułak (ros. Акбулак) – osiedle w Rosji, w obwodzie orenburskim, ośrodek administracyjny rejonu akbułakskiego. W 2010 liczyło 13 918 mieszkańców.